# Emanuel Mohn
Emanuel Meyer Mohn, född den 15 februari 1842 i Bergen, död den 26 april 1891 i Utne i Ullensvang, var en norsk turistförfattare, bror till Henrik och Jacob Mohn.
Mohn, som var läroverksadjunkt, var en framstående kännare av Norges fjälltrakter och skrev en mängd uppsatser i norska turistföreningens Aarbog med mera.